# コリアゲート
コリアゲートは、1976年に発覚した大韓民国政府による米政界への工作が発覚した政治スキャンダルである。大韓民国中央情報部（KCIA）が実業家・朴東宣、統一教会を通じて米国政界に影響力を与えようとした証拠が見つかった。当時の米国大統領ニクソンが計画していた在韓米軍撤収計画を覆すことが主要目的の1つと考えられていた。
アメリカ合衆国下院は、「コリアゲート事件」のスキャンダルの真相を調査するためにフレイザー委員会を設置した。その後の公聴会で、KCIAの元部長・金炯旭や米国統一教会のさまざまなメンバーが、朴東宣の関与を証言した。1977年9月に朴東宣は「アメリカ政界への贈賄」などの罪でアメリカで起訴された。朴東宣について、韓国政府は免責を得なければ帰国させないとしたが、免責は拒否され、朴は韓国に留まった。
また、フレイザー委員会は中央情報局（CIA）機密文章を紹介し、1954年に文鮮明によって設立された統一教会は、1961年にKCIA部長の金鍾泌の指示で「韓国政府機関」として再組織され、アメリカや日本で政治工作を行っていることを明らかにした。
「コリアゲート」を調査した「フレイザー報告書」が公表されたのち、2人の下院議員が罪に問われた。カリフォルニア州選出のリチャード・T・ハンナとルイジアナ州選出のオットー・パスマンである。パスマンは裁判の結果、無罪となった。ハンナは有罪を認め、1年の禁固刑に服した。他の3人の下院議員は、議会から懲戒された。

## 経緯

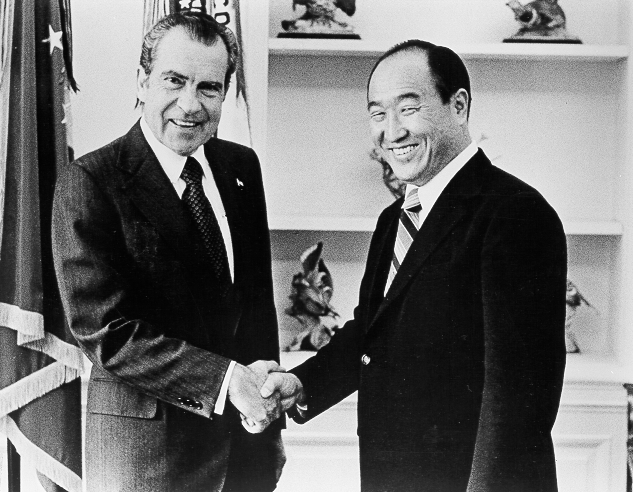
ウォーターゲート事件の渦中、ニクソン大統領と文鮮明はホワイトハウスにて面会した （1974年）

「コリアゲート」の主役は、朴東宣と米下院議員リチャード・T・ハンナの2人である。朴東宣は韓国側の代表として、ハンナはアメリカ側の代表として、この密約に大きく関わっていた。ハンナは、丁一権と朴に、過去に成功した台湾やイスラエルの手法を参考に、効果的なロビー活動を行うようにアドバイスした。
朴東宣はまた、ハンナや他の議員に特別な賄賂を提供する責任者でもあり、それは多額の米販売利権によって実現した。 そのような賄賂は1人1回あたり、10万ドルから20万ドルに及ぶとされる。約115人の議員が関与していたとされる。また、統一教会の教祖である文鮮明、元KCIA長官である金炯旭、元韓国国務総理である丁一権が果たした役割にも注目が集まった。

## 目的
この事件の背景には、政治的、社会的、そして金銭的な動機があった。朴東宣や、朴正煕を含む韓国の指導者たちは、ニクソンが韓国から部隊を撤退させることを決定したことに危機感を抱き、残存する米軍の勢力を維持するための米国内での支持を得ることが急務だと感じていた。また、米軍撤退の代償とされた韓国軍近代化援助への米議会の承認も朴政権の懸念材料であった。もう一つの理由は、朴正煕の非合法な政策と人権問題に対しての米国内での批判を抑えることであった。多くの識者によれば、朴正煕の目的の欺瞞は最終的に彼の失脚につながることになった。

## 経過
アメリカ国務省は1970年に朴東宣の違法性を認識し、ワシントンの韓国大使館に警告した。 ウィリアム・ポーター前駐韓米大使は、韓国大統領の朴正煕と丁一権に対して、朴東宣を韓国に帰国させるように説得したが効果がなかった。後にポーターは、米政府がベトナム戦争の最中に、韓国を批判することを望まなかったため、アメリカの反応を「とても悲観的」と述べた。ポーターに代わってフィリップ・ハビブが駐韓大使に就任すると、朴の非倫理的な行為への追及が強まった。ハビブは、朴を韓国政府へのロビイストとして登録させようとしたが成功しなかった。失敗を受け、ハビブは在韓大使館員全員に朴との関係を断つよう指示し、彼の違法行為について来韓した複数の議員に警告したが、この時は元司法長官ウィリアム・サクスベが朴に対し、これらの行為と起訴の可能性について警告するにとどまった。その後、ポーターとハビブが朴東宣の行動を非難しようとした直後、ハビブは別の仕事を受け、3年間海外で仕事をしなければならず、朴の運命は不明確になった。

## その後
コリアゲートが公表された後、米国と韓国の間の政治的関係は少なくとも不安定になった。米国と韓国の不信は、相互の誤解と手続き上の不一致によってさらに悪化した。米国は合法主義的な立場を採用し、韓国が係争中の調査に協力することを期待したが、韓国はアメリカの反応を朴正煕の反対勢力による陰謀によるものと解釈していた。 また、両国の政治専門家は、このスキャンダルはジェラルド・R・フォードの選挙戦略のために仕組まれたのではないかと考えていた。この解釈によれば、フォード政権は民主党の主要な議員を「コリアゲート」に関連付けることで、ウォーターゲート事件とフォードによるリチャード・ニクソンの恩赦を問題視していた民主党を攻撃しようとしたとされる。

## 処分
米国と韓国の間で身柄引き渡しについての不一致が続いたが、朴東宣は最終的に1978年4月に渡米し公聴会で証言に至った。 その証言の中で、朴は30人の下院議員への贈賄を認めた。10人の議員が関与し、そのうちほとんどが辞職を決め、3人に時効が成立した。朴は証言によって完全な免責を得た。エドワード・ロイバル（民主党）、チャールズ・H・ウィルソン（民主党）、ジョン・J・マクフォール（民主党）は問責と懲戒を受け 、エドワード・J・パッテン（民主党）下院議員は無罪、オットー・パスマン（民主党）は収賄、謀議、違法供与、脱税で起訴された。パスマンはルイジアナ州モンローで裁判にかけられ、無罪となった。リチャード・T・ハンナは有罪判決を受け、6ヶ月から30ヶ月の禁固刑を言い渡された。